# Кохання і кухня
«Кохання і кухня» — фільм 2011 року.

## Зміст
Роб Гейлі — колишній шеф-кухар і власник ресторану високої кухні в Лондоні. Після загибелі своєї дружини в автомобільній аварії, він, убитий горем, кидає всі справи і переїжджає з донькою в глибинку. Його відвідує приятель, зірка телевізійної кулінарії і власник власного ресторану Гордон Ремсі, який вмовляє Роба зайнятися місцевим пабом і перетворити його на висококласний ресторан. Роб береться за справу і незабаром про сільську забігайлівку починають говорити. Перевірити наскільки смачно готують у новому ресторані приїжджає відомий ресторанний критик Кейт, яка щиро захоплена кухнею. Вона закохується і в кухню ресторану, і в кухаря.